# Mariano Bogliacino
Mariano Adrian Bogliacino (Colonia del Sacramento, Urugvaj, 2. lipnja 1980.) bivši je urugvajski nogometaš koji je igrao na poziciji veznog igrača. Posjeduje talijansku putovnicu. 

## Karijera
Bogliacino je započeo svoju karijeru kao nogometaš u domaćoj momčadi, Plaza Colonia. On je pokazao velike tehničke mogućnosti u Urugvajskom Premiershipu, igrajući kao veznjaka, lijevo krilo, ili čak i kao drugog napadača. Nakon kratkog španjolskog iskustva u Las Palmasu u Segunda Division, Bogliacino odlazi u Italiju, gdje je igrao za FC Sambenedettese u Serie C1 dvije godine. Bio je vješta polušpica, zabio je dva puta protiv Napolija, koji je upravo bioizbačen u treći rang talijanskog nogometa. Napolijev sportski direktor, mudri i oprezni Pierpaolo Marino, odmah primijetio da se takav igrač mora dokazati u Napoliju, odnosno važno za nove i ambiciozne tvrtke u vlasništvu Aurelio de Laurentisa, bogatog filmskog producenta. U ljeto 2005, za 20,0000 €, Bogliacino je kupljen od strane Napolija. Te godine Napoli je osvojio Serie C1 i Bogliacino je dobivao sve veću minutažu u momčadi da se dokaže. Trener Edy Reja koristi Bogliacina lijevo krilo, i kao centar veznog igrača, koji uvijek dobro obavi svoj posao. 
Tijekom 2006/2007 Napoli je osvojio promociju iz Serie B u Serie A , Bogliacino je postao pravi lider, i čak je igrao u najvažnijoj utakmici godine (Napulj-Juventus 1-1). Tada se je potvrdio kao prvi i pravi izbor u sredini terena u Serie A, ali sada su došla jaka konkurencija za mjesto u Napolijevom veznom redu ; Napoli je kupio obećavajuće igrače kao što su Marek Hamsik, "El Mota" Gargano, Manuele Blasi koji su prikazali sve svoje taktičke i tehničke nadarenosti. Bogliacino je zabio svoj prvi gol u Serie A protiva Palerma, a taj susret je završio s pobijedom SSC Napolija od 2-1. 

## Osobni život
Oženjen je i ima kćer, Celeste, rođenu u Napulju prošle godine, ime su joj dali po talijanskoj i španjoloskoj riječi Celeste što znači svjetlo plava (koja je zapravo boja Napolijevih dresova).